# Leichtathletik-Weltmeisterschaften 2019/Teilnehmer (Argentinien)
| Gelbes Symbol für Goldmedaillen mit stilisierten Olympischen Ringen | Graues Symbol für Silbermedaillen mit stilisierten Olympischen Ringen | Braundes Symbol für Bronzemedaillen mit stilisierten Olympischen Ringen |
| ------------------------------------------------------------------- | --------------------------------------------------------------------- | ----------------------------------------------------------------------- |
| —                                                                   | —                                                                     | —                                                                       |

Der Leichtathletikverband von Argentinien nahm an den Leichtathletik-Weltmeisterschaften 2019 in Doha teilnehmen. Drei Athleten wurden vom argentinischen Verband nominiert.

## Ergebnisse

### Frauen

#### Laufdisziplinen
| Athletin          | Disziplin        | Vorlauf      | Vorlauf | Halbfinale | Halbfinale | Finale | Finale |
| Athletin          | Disziplin        | Zeit         | Platz   | Zeit       | Platz      | Zeit   | Platz  |
| ----------------- | ---------------- | ------------ | ------- | ---------- | ---------- | ------ | ------ |
| Florencia Borelli | 5000 m           | 15:56,49 min | 25      |            |            | DNQ    | DNQ    |
| Belén Casetta     | 3000 m Hindernis | 9:45,07 min  | 29      |            |            | DNQ    | DNQ    |

### Männer

#### Sprung/Wurf
| Athlet        | Disziplin  | Qualifikation | Qualifikation | Finale     | Finale |
| Athlet        | Disziplin  | Weite/Höhe    | Platz         | Weite/Höhe | Platz  |
| ------------- | ---------- | ------------- | ------------- | ---------- | ------ |
| Joaquín Gómez | Hammerwurf | 70,17 m       | 31            | DNQ        | DNQ    |